# غابور فيغيه
غابور فيغيه (بالمجرية: Fejes Gábor)‏ هو دراج مجري، ولد في 25 مايو 1989 في بودابست في المجر.

## وصلات خارجية
- غابور فيغيه على موقع الاتحاد الدولي للدراجات (الإنجليزية)
- غابور فيغيه على موقع أرشيف الدراجات (الإنجليزية)
- غابور فيغيه على موقع إحصائيات الدراجات الإحترافية (الإنجليزية)
- غابور فيغيه على موقع نسبة الدراجات (الإنجليزية)